# Сумгаит
Сумгайът (на азербайджански: Sumqayıt; на руски: Сумгайыт или Сумгаит) е град в Азербайджан, разположен на крайбрежието на Каспийско море, отдалечен на
30 км северно от столицата на Азербайджан Баку. Основан е през 1949 г. Бързо растящ индустриален център (химически, металургичен и др. заводи). Силно замърсен екологически.
Населението му наброява 358 000 жители (2005).

## История
Градът придобива печална известност в резултат на произтеклите тук от 26 до 29 февруари 1988 година тежки етнически сблъсъци (наречени Сумгаитски погром) между азери и арменци, при които загиват десетки и са ранени стотици жители, преобладаващо етнически арменци. По-нататъшната ескалация на междуетническото насилие води до Нагорно-карабахския конфликт.

## Спорт
Представителният футболен отбор на града се казва ФК Сумгайът.

## Побратимени градове
- Лудвигсхафен, Германия

## Известни личности
- Шахрияр Мамедяров – шахматист